# John Löwgren
Johan "John" Gustaf Fredrik Löwgren, född 11 augusti 1868 i Högsby socken, död 21 mars 1953 i Saltsjöbaden var en svensk ämbetsman.
John Löwgren var son till landsfiskalen och godsägaren Jonas Alexander Löfgren. Efter mogenhetsexamen i Kalmar 1889 och hovrättsexamen i Lund 1893 tjänstgjorde han som extra ordinarie notarie vid Göta hovrätt och vid länsstyrelsen i Kalmar län. 1897–1914 var Löwgren auditör vid Smålands husarregemente. Han var 1898–1913 kamrerare vid Kalmar läns södra landsting och samtidigt 1906–1913 länsbokhållare i Kalmar län. År 1913 utnämndes Löwgren till landskamrerare i Gotlands län och var 1915–1918 adjungerad ledamot av Kammarrätten. År 1918 blev han landskamrerare vid länsstyrelsen i Stockholms län, där han kvarstod till 1935, då han avgick med pension. 
Sin mest betydelsefulla insats gjorde Löwgren för främjandet av Sveriges kulturella förbindelser med Frankrike. Han var styrelseledamot i Amitié Franco-Suédoise från 1926, ordförande i Svensk-franska stiftelsen från 1935 och styrelseledamot i Alliance française från 1936. 1935 stiftade han Fondation Franco-Suédoise, som handhade den svensk-franska handelskurserna i Paris. Löwgren var livligt verksam för tillkomsten av Svenska studenthemmet i Paris 1933 och spelade en viktig roll vid grundandet samma år av Institut Tessin samma år. Han medverkade även aktivt i den humanitära hjälpen till Frankrike under och efter andra världskriget och var från 1944 ordförande i Franska barnhjälpen. 1945 promoverades han till hedersdoktor vid juridiska fakulteten vid universitetet i Caen. Löwgren var ordförande i Föreningen Sveriges landskamrerare 1929–1935, styrelseledamot i AB Aerotransport 1926–1931 och ordförande i arbetsutskottet hos Svenska luftfartsförbundet 1927–1937. Han var ordförande i Baltiska stiftelsen från 1937 och i Samfundet för svensk folklivsforskning från 1943.